# Ассоцианизм
Ассоциативная психология (Ассоцианизм) — совокупность психологических концепций и школ XVIII – XIX вв., в которых ассоциация считалась главным или даже единственным механизмом работы сознания. Ассоциация идей может возникать в результате подобия (ассоциация предметов, имеющих одинаковые свойства и признаки), близости (ассоциация расположенных рядом предметов или событий, происходящих совместно в одно и то же время), контраста (ассоциация предметов, характеризующихся как противоположности друг друга). Эти три принципа связи идей в ассоциации были выдвинуты ещё Аристотелем.
Идеи ассоцианизма впервые были выдвинуты Платоном и Аристотелем при анализе процессов запоминания.
Систематическое применение подхода ассоцианизма осуществил немецкий психолог Герман Эббингауз при изучении процессов заучивания. Американский психолог Эдуард Ли Торндайк исследовал влияние поощрительного стимула на складывание ассоциаций, что нашло отражение в законе эффекта.
Некоторые идеи школы ассоцианизма предвосхитили бихевиористическую психологию, особенно это касается идеи рефлексов.